# شهرستان کلات
شهرستان کلات از شهرستان‌های استان خراسان رضوی می‌باشد. مرکز این شهرستان شهر کلات است و حسن‌آباد لائین نو و زاوین و شهرزو از دیگر شهرهای آن است. در سال ۱۳۸۵، این شهرستان تعداد ۴۰٬۶۶۷ نفر جمعیت داشته است. جمعیت این شهرستان در سال ۱۳۹۰ به ۳۸۲۳۲ نفر رسیده است.

## جغرافیا
این شهرستان در شمال شرقی ایران و خراسان قرار گرفته است که از شمال به وسیلهٔ تپه ماهورهای نسبتاً پست به طول ۱۸۰ کیلومتر با کشور ترکمنستان همجوار است؛ از جنوب به کوه هزارمسجد و شهرستان مشهد، از شرق به شهرستان سرخس و از سمت غرب به شهرستان درگز محدود می‌شود. فاصله این شهر با مشهد ۱۴۵ کیلومتر، با جاده‌ای کوهستانی است.
شهرستان کلات نادر در ۵۹ درجه و ۹ دقیقه و ۴۰ ثانیه تا ۶۰ درجه و ۲۷ دقیقه و ۲۵ ثانیه طول شرقی و ۳۶ درجه و ۲۴ دقیقه و ۲۰ ثانیه تا ۳۷ درجه و ۱۷ دقیقه عرض شمالی قرار دارد. این شهرستان در منطقه نیمه معتدل کوهستانی قرار دارد و دارای زمستان‌های سرد و تابستان‌های گرم و در مناطق پست هوایی معتدل در کوهپایه‌هاست. بلندترین نقطه آن ۳۰۵۹ متر از سطح دریا در ارتفاعات هزار مسجد و پست‌ترین نقطه آن ۴۵۰ متر در محل خروجی رودخانه چهچه در مرز ترکمنستان است.

## تاریخچه
این شهرستان در سال ۱۳۸۱ از شهرستان مشهد جدا و مستقل شده است.

## تقسیمات کشوری
شهرستان کلات تا سال ۱۳۸۲ به عنوان بخشی از توابع شهرستان مشهد به‌شمار می‌رفت که در این سال با انتزاع از این شهرستان، با دو بخش مرکزی و زاوین به شهرستان ارتقاء یافت.
شهرستان کلات دارای ۳ بخش، ۶ دهستان و ۴ شهر به شرح زیر است:

### شهرستان کلات
| بخش      | مرکز بخش | جمعیت بخش ۱۳۹۵ | نام دهستان | مرکز دهستان | جمعیت دهستان ۱۳۹۵ | شهر        | جمعیت شهر ۱۳۹۵      |
| -------- | -------- | -------------- | ---------- | ----------- | ----------------- | ---------- | ------------------- |
| مرکزی    | کلات     | ۱۵٬۷۴۵ نفر     | کبودگنبد   | جلیل‌آباد    | ۴٬۳۷۰ نفر         | کلات       | ۷٬۶۸۷ نفر           |
| مرکزی    | کلات     | ۱۵٬۷۴۵ نفر     | چرم        | چرم کهنه    | ۳٬۶۸۸ نفر         | کلات       | ۷٬۶۸۷ نفر           |
| زاوین    | شهرزو    | ۱۴٬۴۱۷ نفر     | زاوین      | شهرزو       | ۴٬۰۲۹ نفر         | شهرزو چنار | ۳٬۷۴۵ نفر ۳٬۵۹۷ نفر |
| زاوین    | شهرزو    | ۱۴٬۴۱۷ نفر     | پساکوه     | امیرآباد    | ۳٬۰۴۶ نفر         | شهرزو چنار | ۳٬۷۴۵ نفر ۳٬۵۹۷ نفر |
| هزارمسجد | حسن‌آباد  | ۶٬۰۷۵ نفر      | لاین       | احمدآباد    | ۱٬۸۷۴ نفر         | حسن‌آباد    | ۲٬۸۷۲ نفر           |
| هزارمسجد | حسن‌آباد  | ۶٬۰۷۵ نفر      | هزارمسجد   | کالو        | ۱٬۳۲۹ نفر         | حسن‌آباد    | ۲٬۸۷۲ نفر           |

## موقعیت جغرافیایی و ویژگی‌های طبیعی
کلات وسعتی در حدود ۳٬۵۱۸ کیلومتر مربع دارد که از شرق و شمال به کشور ترکمنستان، از غرب به شهرستان‌های مشهد و چناران و از جنوب به سرخس محدود می‌شود. کلات در میان رشته کوه هزار مسجد قرار گرفته و این رشته کوه از جانب جنوب غربی حائلی طبیعی است که این شهر را از مشهد و چناران جدا می‌سازد. آب و هوای کلات معتدل کوهستانی است و ارتفاع آن از سطح دریا بالغ بر ۲۱۰۰ متر می‌باشد. باران‌های مستمر بهاری و پاییزی باعث سرسبزی دامنه‌ها و کوهپایه‌ها شده و گله داری و دامداری را در منطقه رونق داده است. رودخانه پرآب ارچنگان و ایده لیک و دره قره سو از نواحی خوش آب و هوای کلات به‌شمار می‌روند. بزرگ‌ترین دره‌های عمیق ایران در منطقه روستای قله زو، واقع می‌باشد. شهرستان کلات شامل دهستان‌های لایین، کبود گنبد، پساکوه و زاوین است که مجموعاً دارای ۱۴۰ پارچه آبادی و در حدود ۱۰ هزار نفر ساکنین شهری و ۴۰ هزار نفر در بخش‌ها و روستاها سکنی گزیده‌اند.

## پیشینه تاریخی
کلات در لغت به معنی آبادی و زیستگاهی بر فراز کوه است. نخستین بار نام کلات در شاهنامه حکیم ابوالقاسم فردوسی در داستان‌های حماسی فرود پسر سیاوش آمده است. در عصر سامانیان نیز کلات پناهگاه سرداران آن دوره از جمله ابوعلی سیمجور و فائق الخاصه بوده و از دوران سلجوقی نشانه‌هایی مانند بند نادر برجای مانده است که اهمیت آن دشت را نشان می‌دهد. در دوران ایلخانان مغول کلات از اهمیت زیادی برخوردار بوده به طوری که تأسیسات دروازه ارغون شاه به دوران ایلخانی نسبت داده می‌شود. کلات در عصر تیمور در برابر حمله وی به سختی مقاومت نمود، آن چنان‌که در کتب تاریخی آمده است تیمور چهارده بار به دژ کلات یورش برد و هر بار شکست خورد. اما بیش از همه دوره‌ها، در زمان افشاریان از اعتبار خاصی برخوردار گردید و دلیل آن را باید در دیواره‌های طبیعی و دروازه‌های قابل کنترل دانست که کلات به عنوان محل سکونت نادر و ذخایر ارزشمند وی انتخاب گردید. نادر شاه افشار در کلات دستور به ساخت بنای قصر خورشید را داد که در میانه‌های کار خود برای ساختن بناهای مختلف در کلات، توسط اطرافیانش کشته شد.